# Klima-Allianz Schweiz
Die Klima-Allianz Schweiz ist ein Bündnis zivilgesellschaftlicher Organisationen für den Klimaschutz in der Schweiz. Mit ihren über 70 Mitgliedsorganisationen (Stand: November 2017) aus den Bereichen Umwelt, Entwicklung, Kirche, Jugend und Konsumentenschutz setzt sie sich für eine ambitionierte Klimapolitik und eine Energiewende auf lokaler, nationaler und internationaler Ebene ein. Zu den Mitgliedsorganisationen zählen unter anderem der WWF, Greenpeace, Pro Natura, Public Eye, fossil-free und viele weitere. Die Klima-Allianz Schweiz wurde 2004 gegründet.

## Klima-Masterplan
Die Klima-Allianz Schweiz hat 2006 ihren ersten Klima-Masterplan erstellt. Nach dem Abkommen in Paris wurde ein zweiter Klima-Masterplan erstellt, der im Juni 2016 publiziert wurde. In diesem werden die wichtigsten Forderungen an die Schweizer Regierung und Unternehmen aufgelistet und begründet.

## Öffentlichkeitsarbeit
Die Klima-Allianz publiziert regelmässig Stellungnahmen zu wichtigen Klimathemen und macht durch Aktionen aufmerksam. Besonders zur Kampagne über Pensionskassen und Nationalbank gibt es viele Presseberichte. Die Klima-Allianz führt ein eigenes Rating der Klimaverträglichkeit der Schweizer Pensionskassen. Dieses stützt sich auf bestehende Publikationen zur Klimaverträglichkeit der Schweizer Pensionskassen (wie z. B. das WWF Pensionskassen-Rating), Informationen von den Websites der einzelnen Pensionskassen sowie direkte Kontakte der Klima-Allianz mit den Pensionskassen. Eine riesige schwarze CO2 Wolke wurde auf verschiedenen Plätzen aufgeblasen um darauf hinzuweisen, dass auch die Schweizer Pensionskassen in fossile-Brennstoffe investiert sind und damit sowohl das Klima, wie auch die Sicherheit der Renten gefährden.